# 申砬
申 砬（シン・リプ、しん りつ、1546年 - 1592年、リプは「石」偏に「立」）は、李氏朝鮮の武将。字は立之。諡号は忠壮。
1567年に科挙に合格して、主に北の国境で女真族との戦いで活動した。文禄の役で日本軍の上陸の報告を受けた李氏朝鮮が急遽派遣した将軍（役職は三道都巡辺使）。忠清北道忠州市の弾琴台で日本軍の進撃を阻もうと小西行長らの一番隊を迎撃するが（弾琴台の戦い）、敗れて投身自殺。墓は京畿道広州市にある。

## 伝説
- 申砬が若かった時、ある女を助けた。女は申砬の妾になることを願ったが、申砬が断ると自殺した。文禄の役の時、申砬は天然の要塞である鳥嶺で戦おうと思ったが、女の魂が現われて「弾琴台で戦いなさい」と言った。申砬はそれを信じて弾琴台で戦ったが、敗れて戦死した。
- 申砬の墓の近くには大きな岩があったが、その岩の前を騎乗して通り過ぎようとすると馬が動かなくなり、行人は申砬の墓の前を馬を降りて行かなければならなかった（馬を降りることは尊敬を意味）。ある日、馬が動かないことに腹を立てたある男が岩の前で「敗将がどうして行人をいじめるのか」と叫んだ。すると岩が雷に打たれて割れ、その後そのような事は起こらなくなったという。